# Arriverà
Arriverà är en låt framförd av den italienska musikgruppen Modà tillsammans med den italienska sångerskan Emma Marrone. Den släpptes den 16 februari 2011. Modà och Marrone tävlade med låten i San Remo-festivalen år 2011 där de slutade på en andra plats.
Låten finns med på Modàs album Viva i romantici och på Marrones album A me piace così. Singeln debuterade på första plats på den italienska singellistan den 24 februari och låg fem veckor i rad på första plats. Den tillhörande musikvideon till låten hade i mars 2013 fler än 15 miljoner visningar på Youtube.

## Listplaceringar
| Lista   | Topplacering |
| ------- | ------------ |
| Italien | 1            |